# Grazing dreams
Grazing dreams is één van de twee studioalbums die Collin Walcott onder zijn eigen naam uitbracht. Walcott speelde wel vaker in de geluidsstudio, maar werkte dan altijd samen met derden en vaak onder hun naam.

## Inleiding
Dit album is in februari 1977 opgenomen in de Talent Studio met Jan Erik Kongshaug achter de knoppen. Kongshaug was destijds vaste geluidstechnicus bij ECM Records. Liet Walcott zich op zijn vorig album nog begeleiden door een vast trio, deze opnamen werden gemaakt in een losser verband. Walcott zou vaker samen spelen met Cherry in het Codona-project. Desalniettemin waren zijn collega-musici bekend tot zeer bekend in de (alternatieve) jazz. De combinatie leverde een opvallende mengeling op van wereldmuziek en free jazz. Bij een terugblik in 2014 (!) constateerde John Kelman van All About Jazz, dat Walcott en zijn instrumentarium toch een unieke klankkleur gaf aan zijn opnamen; het was meer een eerbetoon aan Walcott dan een poging zijn muziek te omschrijven.
In 1986 volgde de uitgave op compact disc; Walcott maakte dat al niet meer mee; hij overleed in 1984. Anders dan van zijn debuutalbum kwamen er geen herpersingen van dit album.

## Musici
- Collin Walcott – sitar, tabla
- Don Cherry – trompet, houten fluit, Ngoni
- John Abercrombie – gitaar en elektrische mandoline
- Palle Danielsson – basgitaar
- Dom Um Romao – percussie, tamboerijn, berimbau.

## Muziek
| Nr. | Titel                           | Duur |
| --- | ------------------------------- | ---- |
| 1.  | Song of the morrow (Walcott)    | 9:14 |
| 2.  | Gold sun (Walcott, Cherry)      | 7:03 |
| 3.  | The swarm (Walcott)             | 6:07 |
| 4.  | Mountain morning (improvisatie) | 1:57 |

| Nr. | Titel                                         | Duur |
| --- | --------------------------------------------- | ---- |
| 1.  | Jewel ornament (Walcott, Abercrombie, Cherry) | 5:02 |
| 2.  | Grazing dreams (Walcott)                      | 6:49 |
| 3.  | Samba tala (Dom Um Romaso, Walcott)           | 1:29 |
| 4.  | Moon lake (improvisatie)                      | 8:27 |